# Chalicotheriinae
I chalicotheriini sono una delle due sottofamiglie della famiglia Chalicotheriidae, un gruppo di mammiferi perissodattili estinti vissuti dall'Eocene al Pleistocene. L'altra sottofamiglia è la Schizotheriinae. I chalicotheriini si distinguono da qualsiasi altro ungulato per le loro caratteristiche uniche, con arti anteriori molto lunghi, arti posteriori corti e un fisico relativamente più simile a quello di un gorilla, compresa la loro locomozione che consisteva nel camminare sulle nocche dei flessibili arti anteriori, per non rovinare gli artigli ricurvi presenti sulle mani. I membri di questa sottofamiglia possedevano arti anteriori lunghi e arti posteriori corti in una percentuale mai osservata in nessun altro animale vivente o estinto. L'analisi dell'usura dentale implica che la maggior parte dei chalicotheriini si nutrisse di semi e frutti. I loro artigli erano probabilmente usati come un uncino per afferrare i rami e portarli a livello della bocca, suggerendo che questi animali fossero brucatori bipedi.
La presenza di fossili di chalicotheriini è generalmente considerata un indicatore di ambienti boschivi. A differenza degli schizotheriini, i chalicotheriini erano tipicamente confinate nelle foreste umide, con alberi dalla chioma ampia, e i loro denti dalla corona bassa indicano una dieta a base di cibi più morbidi. Mentre il loro aspetto può sembrare strano per un ungulato con una testa simile a un cavallo, forme simili si sono evolute ripetutamente in lignaggi non correlati: grandi erbivori dotati di arti posteriori corti e arti anteriori più sviluppati e dotati di artigli, in grado di nutrirsi in piedi o da seduti tirando a sé i rami degli alberi si possono ritrovare anche nei dinosauri therizinosauri, il pantodonte Barylambda, homalodotheri e i bradipi megateridi. Il genere Anisodon mostra callosità ischiatiche sul bacino, un caratteristico adattamento per stare seduti per lunghi periodi di tempo. È probabile che i chalicotheriini si siano differenziati dagli schizotheriini, divenendo brucatori specializzati nel rimanere seduti nelle foreste lussureggianti tirando a sé il cibo, in modo simile ai moderni gorilla e panda giganti.